# La grande sfida di Gabby
La grande sfida di Gabby (The Gabby Douglas Story) è un film per la televisione del 2014 diretto da Gregg Champion uscito nel 14 febbraio 2014. Racconta della storia di Gabby Douglas, il fenomeno internazionale della ginnastica, ingrato di superare difficoltà ed ostacoli incredibili allo scopo di diventare la prima atleta afro americana nei giochi olimpici, nonché la prima statunitense ad ottenere due medaglie d'oro sia individuali che in squadra.

## Trama
Fin da piccola Gabby Douglas è una promettente atleta ginnastica, ma crescendo deve anche affrontare scelte importanti della vita privata.
Tutti i sacrifici però la porteranno a vincere le Olimpiadi di Londra.